# 趙詩哲命案
趙詩哲命案，普遍被媒體渲染為教研室女博士裸死案，發生於2006年4月6日20时20分，中國广中医一院風濕專科醫生、廣州中醫藥大學女博士生趙詩哲（山西人）在大學办公楼，被校外匪徒闖入搶劫、強姦、捂口扼颈导致机械性窒息死亡，死后被焚尸滅跡。
趙詩哲家屬起訴要求廣州中醫藥大學承擔赔偿责任，惟大學自辯「赵诗哲在学校工作时间以外（註：20时20分）自行滞留在学校，其行为有一定的不当之处。并且这是来自学校外部的突发性、偶发性侵害，应由侵害人承担责任。」最終家屬敗訴。

## 經過

### 事發一瞬
據《廣州日報》報道，2006年4月6日，25歲男子熊進在廣州中醫藥大學踢球，并飲有白酒。當晚9時，因沒有固定工作與收入，並且於不久前遺失手機，熊進計劃進入大學教學樓盜竊，并潛入第一教學樓4樓金匮教研室中。當時趙詩哲獨自一人在教研室中，熊進假借詢問電話號碼為由盜取趙詩哲手提包中的手機，但被發現，熊進拳擊趙詩哲頭部，并掐住頸部使其昏迷。熊進隨即搜查手提包，但遭到隨後蘇醒的趙詩哲反抗，熊進就使用在旁的電話線勒住其頸部，并實施強暴。在其中熊進發現趙詩哲即將死亡，便從教研室中找出打印紙，然後把全身赤裸的趙詩哲放在桌子上同時點燃打印紙，但期間熊進再次發現趙詩哲有蘇醒的跡象，隨即拿起鐵錘猛擊其頭部，在確認死亡後離開現場。

### 發現屍體
2006年4月6日晚上9時，廣州中醫藥大學第一教學樓4樓的金匮教研室內起火，當保安員前往救火時發現該教研室鐵門被鎖，破門進入後發現一名裸體女子倒臥在教研室的一張桌子上，桌上部分書本起火，火撲滅後女子背部及左手臂燒傷，嘴角流血，隨後被證實已經死亡；而現場并沒有發現任何該名女子的衣物及隨身物品。2006年4月7日凌晨12時，經該校研究生處處長證實，死者為該校學生。早上6時，死者被抬出大樓。

### 初步調查
調查指，當死者被發現時，全身赤裸並且面部向上，並且有火苗在其身上燃燒，身邊有幾本被燒毀的書。死者嘴角有明顯血跡，鼻孔并沒有發現吸入濃烟的痕跡。同時現場遺留一把鐵錘。估計現場火勢并不可能使死者窒息，同時沒有發現有任何掙扎的現象，並且在現場沒有找到任何衣物，另外在死者頸上留有勒痕，并現場遺留一隻避孕套，因此排除自殺的可能，疑為他殺。

## 醫生背景
死者趙詩哲（1978年12月25日-2006年4月6日），出生於山西省五台縣，是廣州中醫藥大學博士生二年級。2000年5月加入中國共產黨，在2001年7月於山西中醫學院畢業，2001年9月考入廣州中醫藥大學中醫臨床基礎·金匮要略科攻讀碩士學位，於2004年6月獲得碩士學位後繼續攻讀該科目博士學位。并已在廣州中醫藥大學第一附屬醫院任職風濕專科醫生4年。

## 案發办公楼的保安安排
據廣州中醫藥大學說法，进出該棟大學办公楼没有特别限制，也不需出示相关证件，一般由保安肉眼识别；办公楼晚上一般工作安排至21时，但没关灯限制，保安每隔一两小时巡查楼层。广州市白云区法院认为，大学已在办公楼安排保安值班巡查，安全管理中并无明显疏漏或管理混乱，亦不存重大安全隐患，因此，大学并不存在过错行为，所以2011年的承擔赔偿责任裡，大學獲判無責。

## 傳媒炒作「女博士」
傳媒在此案炒作「女博士」，引起人民網等強烈反響。

### 學術研究
本案由於被傳媒炒作，經常被學術界新聞學裡研究女博士的論文點名提到。

## 司法審判

### 劫殺強姦犯：死刑
2006年4月12日，熊進在廣州市白雲區同和一間住宅內被逮捕。2006年4月13日被刑事拘留。2006年11月20日，事件在廣州市中級人民法院不公開審理，熊進承認警方關於搶劫以及強奸罪的所有指控，趙詩哲家屬向熊進方面索賠損失總計106萬人民幣。
2006年12月15日，廣州市中級人民法院一審宣判：熊進犯搶劫罪，判處死刑；犯強奸罪，判處有期徒刑四年，數罪并罰，決定執行死刑，剝奪政治權利終身，沒收個人全部財產。。
一審後，熊進不服，上訴，廣東省高級人民法院於2008年2月28日二審裁定：駁回上訴，維持原判，死刑報請最高人民法院核准。并于2008年10月11日被执行死刑。

### 大學賠償訴訟
廣州市中級人民法院一審宣判，劫殺強姦犯熊進要賠償趙詩哲家屬喪葬費、死亡補償費及各類費用計32万3563.3元人民幣，但一直拖延執行。2009年7月，赵家起诉大学，认为大学在此事中有管理疏漏之责，起诉要求判令学校支付熊進未赔的32万余元。2011年3月，该案民事赔偿部分经廣州市中級人民法院执行，将熊进名下占1/3产权的一家房产拍卖，赵家父母從熊進一方最終获赔32.4萬的9.3万余元。
由此，趙詩哲家屬起訴要求廣州中醫藥大學承擔熊進應賠而未賠的23萬元（32.4-9.3萬=23萬）的赔偿责任，惟大學自辯「赵诗哲在学校工作时间以外（註：20时20分）自行滞留在学校，其行为有一定的不当之处。并且这是来自学校外部的突发性、偶发性侵害，应由侵害人承担责任。」广州市白云区法院判家屬敗訴。
另外，广州中医药大学在2006年案發後，向赵家支付了抚慰金10万元，丧葬费9,383元，并支付了接待赵家家属的食宿费22,860元、交通费11,171元。另有师生募捐2万余元善款等。

## 外部連結
- . 天堂纪念馆. （原始内容存档于2020-07-10）.

- 廣州女博士離奇裸死 新聞中心專題